# Савакадзе (1920)
Савакадзе (Sawakaze, яп. 澤風) — ескадрений міноносець Імперського флоту Японії, який взяв участь у Другій Світовій війні.
Корабель, який став першим (за датою закладання) серед есмінців типу «Мінекадзе», спорудили у 1920 році на корабельні компанії Mitsubishi у Нагасакі. 
У 1932 році під час японо-китайського конфлікту, відомого як «Інцидент 28 січня», Савакадзе здійснював патрулювання на Янцзи.
У 1941-му Савакадзе пройшов модернізацію, під час якої з нього зняли 3 з 4 гармат головного калібру та два кормові торпедні апарати, натомість встановили 4 бомбоскидачі та стелажі для 36 глибинних бомб.
На момент вступу Японії у Другу світову війну Савакадзе підпорядковувався 1-му військово-морському округу (1st Naval District), він же військово-морський округ Йокосука (Yokosuka Naval District), при цьому з вересня 1941-го корабель забезпечував тренування авіації в районі Татеями (Токійська затока), маючи завдання на порятунок пілотів у випадку необхідності (до того у 1935—1938 роках есмінець вже виконував подібні функції).
З березня 1942-го Савакадзе залучили до протичовнового патрулювання в районі Токійської затоки, а починаючи з грудня він також водив конвої до північної зони. 29 січня 1943-го Савакадзе вийшов з Парамуширу (Курильські острови) для супроводу на початковій ділянці маршруту транспорту «Акагане-Мару», який прямував до алеутського острова Атту (можливо відзначити, що в середині лютого під час чергового рейсу на Атту «Акагане-Мару» буде потоплений американським крейсером).
Надалі есмінець могли залучати до проведення конвоїв у Мікронезію, наприклад, у лютому 1943-го він ескортував конвой №3211, пунктом призначення якого був атол Трук в центральній частині Каролінських островів, а в липні того ж року супроводжував перші сім сотень кілометрів конвой №3702.
У лютому 1944-го Савакадзе залучили до патрульно-ескортної служби в районі півострова Кії (східне узбережжя Хонсю за чотири сотні кілометрів на південний захід від Токіо), а з грудня 1944-го корабель використовували у Йокосуці для тренувань фахівців з протичовнової оборони.
В лютому 1945-го єдину носову гармату головного калібру перемістили на корму, а замість неї змонтували експериментальну установку з 9 направляючими для 150-мм ракет.
З травня 1945-го Савакадзе виконував роль цілі під час навчань пілотів-самогубць 1-го авіакорпусу.
На момент капітуляції корабель перебував у Йокосуці. У вересні 1945-го його виключили зі складу флоту, а пізніше здали на злам.